# 科学技術科
科学技術科（かがくぎじゅつか）とは、日本の後期中等教育を行う学校（学校教育法第1条に規定するもの（一条校））に設置される「科学技術を主体とした学科」のことである。

## 科学技術科設置校
(公立)
- 東京都立科学技術高等学校
- 東京都立多摩科学技術高等学校
- 茨城県立つくばサイエンス高等学校

(私立)
- 愛知工業大学名電高等学校
- 科学技術学園高等学校
- 仙台城南高等学校

(国立)
- 東京科学大学附属科学技術高等学校　(旧 東京工業大学附属科学技術高等学校)